# Charles Henry Parry
Charles Henry Parry, född 1778 i Bath, Somerset, England, död 21 januari 1860 i Brighton, var en engelsk läkare, författare och tecknare.
Han var son till läkaren Caleb Hillier Parry och hans hustru Sara samt bror till amiralen William Parry. Han studerade medicin vid Göttingens universitet 1799 och avlade examen som läkare i Edinburgh 1804. Han tjänstgjorde som läkare vid Bath General Hospital 1818-1822. Tillsammans med Clement Carlyon reste han runt i de Skandinaviska länderna 1802 och samlade på sig intryck som senare utgavs i boken Travels through Denmark and Sweden. För boken utförde han ett antal färglagda gravyrer där han avbildade bland annat Trollhättan, Älvkarleby och Torne älv.